# Riku (Kingdom Hearts)
Riku est un personnage de fiction de Kingdom Hearts.
Anti-héros de Kingdom Hearts, il est le meilleur ami de Sora et Kairi. Riku était un élu de la Keyblade, mais comme celui-ci sombra dans les ténèbres, Sora fut choisi à sa place. Par la suite, Riku est finalement élu par la Keyblade, lorsque sa Keyblade maléfique, "Ame-nivore", devient "¨Point du jour", entre Kingdom Hearts : Chain of Memories, et Kingdom Hearts II.

## Biographie

### Kingdom Hearts: Birth by Sleep
Riku rencontre Terra aux Iles du Destin. Ce dernier, sentant la lumière en Riku, lui transmit le pouvoir de la Keyblade.

### Kingdom Hearts
Lors de la destruction de l'ile du Destin, en révélant sa vraie nature à Sora, il se fait happer par les Ténèbres tandis que Sora reçoit la Keyblade, une arme qui permet de sceller ou desceller les serrures des mondes. Réapparaissant lors de la seconde visite de la Ville de Traverse, il se révèle peu après être un allié de Maléfique, celle-ci lui ayant proposé d'ouvrir la porte du Kingdom Hearts pour pouvoir y trouver le moyen de récupérer le cœur de Kairi. 
Riku apparaît une nouvelle fois dans le ventre de Monstro et enlève Pinocchio pour s'emparer de son cœur et le rendre à Kairi. Mais celui-ci repart les mains vides, un Parasitocage ayant avalé, puis recraché Pinocchio.
Lors de l'arrivée de Sora, Donald et Dingo au Pays Imaginaire, ainsi que lors de leur rencontre avec Peter Pan, Riku fait apparaitre l'ombre de Sora, que ce dernier va devoir combattre. Mais Peter Pan retrouvera Wendy et, avec regret, laissera ses trois amis. Mais après la défaite du Capitaine Crochet, Riku retournera à la Forteresse Oubliée auprès de Maléfique en enlevant Kairi.
Une fois Sora et ses compagnons arrivés à la Forteresse, il reprendra la Keyblade des mains de Sora en lui expliquant qu'il n'était qu'un simple commis. Donald et Dingo seront obligés de le suivre, et se sépareront de Sora. Mais avec l'aide de la Bête à la recherche de la Belle, il rattrapera Riku pour lui reprendre la Keyblade. (Ce qui nous révèle que Sora avait gagné le droit d'en redevenir le possesseur et non plus un simple porteur, son cœur s'étant avéré plus noble que celui de Riku).

En effet, la Keyblade avait dans un premier temps choisi Riku pour en être le porteur, mais son cœur si puissant était trop enclin à pencher du côté des ténèbres. C'est pourquoi elle choisit finalement Sora.
Après maintes péripéties révélant que Riku était possédé par Ansem, le trio retrouvera Riku et le Roi Mickey derrière la porte de Kingdom Hearts, ouverte par Ansem, le Sans Cœur de Xehanort. Mais pour sauver les mondes, il sera nécessaire de fermer celle-ci.
Sora et Mickey, brandissant leurs Keyblades, scellèrent la porte.

### Kingdom Hearts: Chain of Memories
Riku est jouable dans cet opus après avoir fini la partie avec Sora.
Il commence l'histoire en rejetant la part d'ombre en lui-même représentée par Ansem, mais finit par l'accepter et à la contrôler comme sa lumière. C'est à travers son parcours que l'on affronte Lexaeus et Zexion de l'Organisation XIII et que l'on fait la rencontre du mystérieux DiZ. Riku est aussi accompagné du Roi. Lors de son aventure, il rencontre également Néo Riku, une copie de lui même créer par Vexen à partir des données du véritable Riku.

### Kingdom Hearts 358/2 Days
Dans cet opus, Riku désire aider DiZ (Ansem le Sage, le véritable Ansem) et Naminé à rassembler les souvenirs de Sora  afin qu'il se réveille. Lors d'un affrontement avec un membre de l'Organisation XIII, Riku fit une découverte surprenante : son adversaire n'était autre que le quatorzième membre, Xion, une jeune fille ressemblant étrangement à Kairi et portant la même Keyblade que Sora. Cette dernière lui demanda son aide pour trouver son "autre elle". Brûlant d'envie de savoir qui elle était réellement, elle quitta l'Organisation et fut traquée par Axel qui, avec Roxas, était son seul ami. Lorsque Riku apprit à manipuler le pouvoir des ténèbres et éveilla toute sa force, il pouvait ainsi prendre l'apparence du Sans-cœur de Xehanort et redevenait normal en remettant son bandeau, il en fit la démonstration devant le Roi. Ce dernier lui fit la promesse de ne jamais dire à ses amis ce qui lui est arrivé. Lors du 358e jour de Roxas dans l'Organisation, Riku le combattit  à Illusiopolis, et après un combat épique ou dans un premier temps, le combat tournait à sa défaveur, il en sortit gagnant mais le prix à payer est lourd puisque durant le combat, il a dû retirer son bandeau et de ce fait, les ténèbres s'emparent à nouveau de lui, et il reprend la forme du Sans-cœur de Xehanort. Il captura Roxas  à l'aide de DiZ pour le transférer dans la cité virtuelle de la Cité du Crépuscule.

### Kingdom Hearts II
Dans cet épisode, Riku n'est dévoilé que vers la fin. On le découvre sous la forme du Sans Cœur de Xehanort, qui se faisait passer pour Ansem dans le premier Kingdom Hearts (il a d'ailleurs été vaincu dans ce précédent opus). Il retrouve son apparence initiale grâce à l'explosion du Kingdom Hearts, et aide Sora à vaincre le simili de Xenahort, Xemnas. Il finira par retourner sur l'Ile du Destin en compagnie de Sora.

### Kingdom Hearts 3D: Dream Drop Distance
Yen Sid souhaite faire passer "l'Examen du Symbole de Maîtrise". Il envoie alors Riku et Sora dans le Domaine de Rêves, afin de libérer les Mondes Endormis. Une fois fait, Riku se retrouve à Illusiopolis, et Ansem, le Sans Coeur de Xehanort, apparaît. Il explique alors à Riku que Sora est tombé dans un piège. En effet, Maître Xehanort souhaitant faire de Sora son treizième réceptacle, ils l'ont plongé dans un profond sommeil. Riku, sentant inconsciemment le danger, plongea dans les rêves de Sora, devenant un "Avale-Rêve", chargé de protéger Sora contre ses cauchemars. Par la suite, Riku, avec l'aide de Mickey, Donald, Dingo et Lea, parviet à libérer Sora de l'Organisation. Riku plongea alors une dernière fois dans les rêves de Sora, afin de reveiller son ami. Ensuite, Yen Sid annonça que seul Riku a réussi l'examen, devenant un Maître de la Keyblade.

### Kingdom Hearts III
Yen Sid chargea Riku et Mickey de retrouver Aqua. Ils se rendent dans le Monde des Ténèbres, mais en vain. Ils seront attaqués par une immense vague de sans-cœurs, mais seront sauvés par le cœur de Néo Riku, qui s'était réfugié en Riku à la fin de Kingdom Hearts: Chain of Memories. Ensuite, ils se rendent au Jardin Radieux, le dernier endroit visité par Aqua, amis ils ne trouvèrent pas plus d'indices. Riku et Mickey retournent alors dans le Monde des Ténèbres, et cette fois ci, ils rencontrèrent Aqua, qui les attaqua, car elle s'est fait corrompre par les ténèbres. Sora les rejoindra, et ils parviennent à libérer Aqua. 
Une fois tous les Gardiens de la Lumière réuni, Yen Sid leur dit de bien se reposer avant le combat final. Riku accompagne Sora et Kairi aux Iles du Destin, mais passe la soirée sur la plage, discutant avec Néo Riku. La réplique admet qu'il préférerait exister dans le cœur du vrai Riku plutôt que de disparaître dans les ténèbres, et déclare qu'il a "une dernière chose à faire". 
Lors du combat final, à la Nécropole des Keyblades, les Gardiens se firent tuer par Terra-Xehanort. Seule l'âme de Sora ayant survécu, il se retrouve au Monde Final. Après avoir rassemblé les fragments de son corps, Sora utilisa le "Pouvoir de l'Eveil" afin de ramener les Gardiens à la vie, et de remonter le temps, un peu avant que Terra-Xehanort ne les tue. Cette fois-ci, ils seront sauvés par la Volonté Persistante, car Sora avait rencontré Naminé dans le Monde Final, et elle lui à dit qu'elle allait la contacter.
Ensuite, Riku combat seul Riku Obscur, Xigbar et Ansem, le Sans Coeur de Xehanort, jusqu'à l'arrivée de Sora. Ansem fuit la bataille, mais Sora et Riku parviennent à vaincre les autres. Le cœur de Néo Riku quitte le corps de Riku et révèle que Riku Obscur est en fait son propre cœur du passé, et non cellui du véritable Riku, à l'époque où il était possédé par Ansem, lors des évènements du premier opus. Néo Riku tire le cœur de Riku Obscur du corps de la réplique, se sacrifiant afin de laisser la réplique vide pour Naminé. 
Par la suite, Riku, Sora et Mickey combattant Xemnas, le Jeune Xehanort et Ansem. Une fois le Sans-Coeur vaincu, il lui dit qu'il a été fier de posséder son corps, car Riku est devenu un grand Maître de la Keyblade. Riku lui dit même qu'il allait lui manquer.
Après l'ultime combat contre Maître Xehanort, Sora, Riku et les autres Gardiens utilisent leurs Keyblades afin de sceller le Kingdom Hearts. Ensuite, Riku se rend au Jardin Radieux pour récupérer Naminé, et revient avec elle aux îles du Destin afin de célébrer la victoire avec tous les Gardiens et leurs amis. 

Dans la fin secrète, on voit Riku se réveiller dans une étrange ville, et il ne se rend pas compte que Yozora l'observe du haut d'un toit.